# Jade Barbosa
Jade Fernandes Barbosa (Rio de Janeiro, 1 juli 1991) is een Braziliaanse gymnaste. Ze vertegenwoordigde haar land op de Olympische Spelen van 2008, 2016 en 2024. Op de Spelen in Parijs won ze brons met het team, een primeur voor Brazilië.

## Carrière
Op de wereldkampioenschappen in 2007 haalde ze brons in de meerkampfinale, in een exaequo met Vanessa Ferrari. Ze werd vijfde op sprong, zevende op balk en vijfde met het team.
In 2008 nam ze deel aan de Olympische Spelen in Beijing. Ze werd achtste met het team, tiende in de meerkampfinale, en zevende op sprong.
In 2010 haalde ze de bronzen medaille voor sprong op de wereldkampioenschappen, en in de meerkampfinale werd ze vijftiende. In 2011 werd ze vierde op sprong op de wereldkampioenschappen. Ze was gekwalificeerd als individu voor de Olympische Spelen in London maar kon toch niet deelnemen door een probleem met haar contract.
Barbosa nam deel aan de wereldkampioenschappen in 2015 maar kon zich niet kwalificeren voor de finales. 
In 2016 nam ze deel aan de Olympische Spelen in haar thuisland, samen met Rebeca Andrade, Flavia Saraiva, Lorrane Oliveira, en Daniele Hypolito. Ze werden achtste met het team. Tijdens de meerkampfinale liep ze een blessure op tijdens haar vloeroefening waardoor ze de rest van de Spelen moest afzeggen.
Op de wereldkampioenschappen in 2018 werd ze zevende met het team en vijftiende in de meerkampfinale.
In de jaren die volgden had Barbosa meerdere blessures.
In 2023 op de wereldkampioenschappen in Antwerpen haalde de zilveren medaille met het team, samen met Rebeca Andrade, Flavia Saraiva, Lorrane Oliveira en Julia Soares. Het was de eerste teammedaille voor Brazilie op een wereldkampioenschap turnen.
Op de Olympische Spelen in Parijs in 2024 won ze de bronzen medaille met het team, een primeur voor Brazilië. Ze eindigde op de twintigste plaats in de kwalificaties, maar kon toch niet door naar de meerkampfinale wegens de twee-per-land-regel.

## Resultaten
| Jaar | Plaats                        | Resultaten                               |
| ---- | ----------------------------- | ---------------------------------------- |
| 2007 | Wereldkampioenschap Stuttgart | meerkamp · 5e sprong · 5e team · 7e balk |
| 2008 | Olympische Spelen Beijing     | 7e sprong 8e team 10e meerkamp           |
| 2010 | Wereldkampioenschap Rotterdam | sprong · 15e meerkamp                    |
| 2011 | Wereldkampioenschap Tokio     | 4e sprong                                |
| 2016 | Olympische Spelen Rio         | 8e team                                  |
| 2018 | Wereldkampioenschap Doha      | 7e team 15e meerkamp                     |
| 2023 | Wereldkampioenschap Antwerpen | team                                     |
| 2024 | Olympische Spelen Parijs      | team                                     |